# Ooctonus bellus
Ooctonus bellus är en stekelart som beskrevs av Girault 1938. Ooctonus bellus ingår i släktet Ooctonus och familjen dvärgsteklar. Inga underarter finns listade i Catalogue of Life.